# Свято-Вознесенський храм (Куча)
Церква Вознесіння Господнього — чинна мурована церква Української православної церкви Московського патріархату села Куча Новоушицького району Хмельницької області. 

## Історія
З історичних джерел відомо, що жителі села Куча зі зброєю в руках не раз захищали свою віру від різних поневолювачів, зокрема у 1702 р. брали участь у козацькому повстанні проти католицької експансії.
У 1736 р. на території села на кошти парафіян була побудована православна церква на честь Вознесіння Господнього. Вона була дерев'яною та трикупольною. 1844 року до неї було прибудовано дзвіницю. 1891 року церкву розібрали, а на місці святого престолу поставили кам'яний пам'ятник. Новий просторий храм в честь Вознесіння Господнього з одноярусним іконостасом, автором проекту якого був відомий київський архітектор Геллер, був освячений в 1886 р. Церкву будували на кошти парафіян з допомогою казни. Вартість храму —  21000 рублів, з яких казною було видано 7000 рублів. Церква була п'ятикупольною та побудованою разом із дзвіницею.

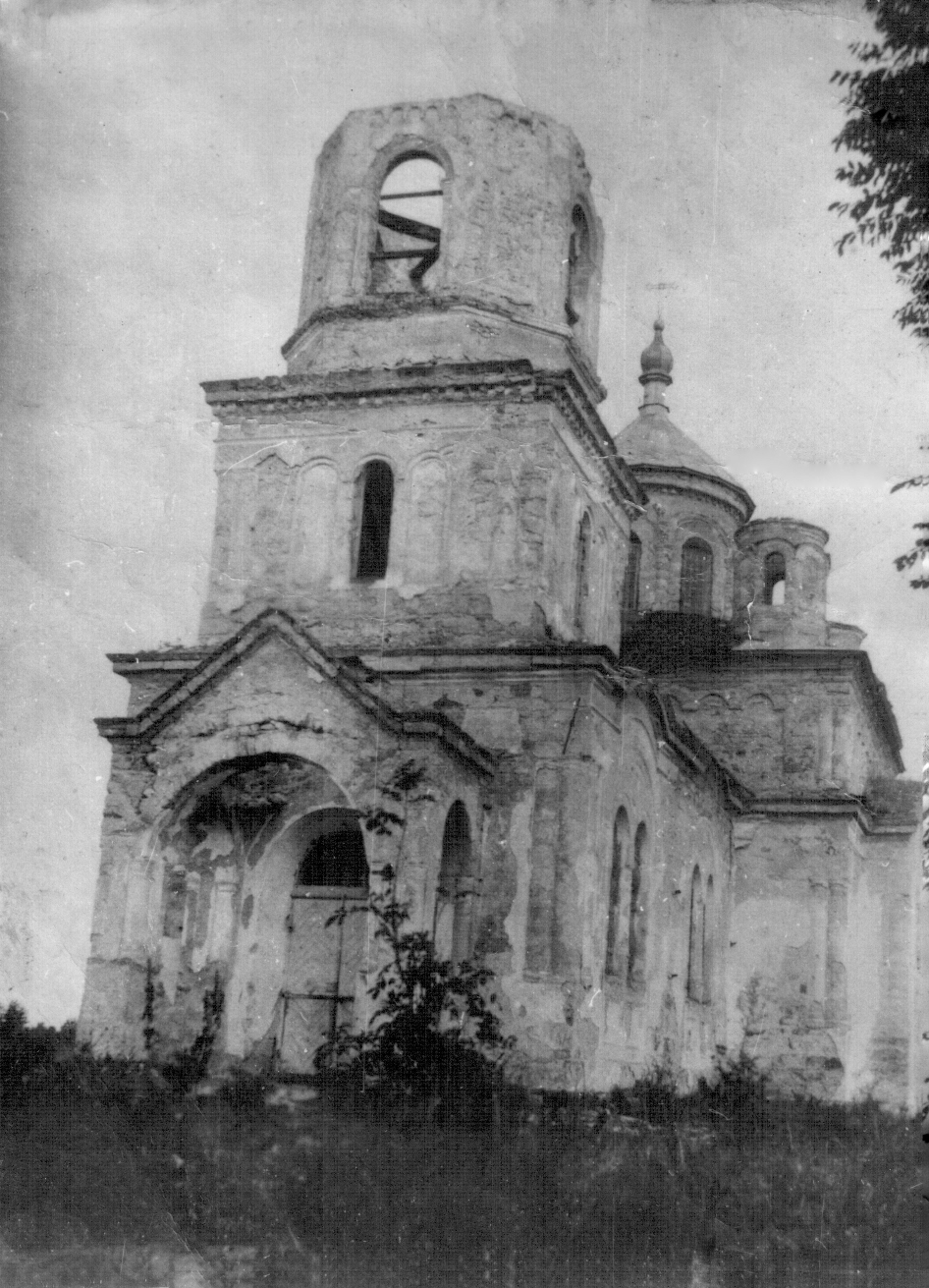
Церква Вознесіння Господнього у 1964 році

Із священників, які служили в селі Куча у XVIII ст., відомі: Яків Любинський (рукоположений у 1730 р). В XIX ст. тут священствували: Федір Крижанівський (з 1800 по 1832 р.); Іоан Шманкевич (з 1842 по 1872 р.), а пізніше Сильвестр Львович. Є версія, що останній був похований біля церкви, а після зруйнування храму більшовиками в 1964 р. його останки було перезахоронено на сільському цвинтарі.
Про життя Кучанської церковної парафії у 20-30 роках XX століття збереглося обмаль відомостей, практично немає літератури та інших джерел інформації. З розповідей очевидців відомо, що в цей період відбувається жахливе насильство над священнослужителями та віруючими. 
Про священників, які несли церковне служіння в Кучі в ці часи, майже нічого не відомо. Відомо лише, що приблизно 1948 року в с. Куча прибув священник Василій Іванович Швець (1925 р. н.). Через конфлікт із головою сільської ради в 1951 році о. Василій був засуджений і позбавлений волі на 10 років по політичній статті. Перед самим арештом о. Василій перевіз свою сім'ю у Віньковецький район. Після смерті Й. В. Сталіна священник був звільнений по амністії. Повернувся в с. Куча, але служити у церкві йому уже не дозволили. Згодом він теж переїхав у Віньковецький район.
У період німецько-радянської війни почалось духовне піднесення, а в післявоєнний період церква знову зазнала розорення. Церква опустіла, почала занепадати та руйнуватись. Без капітального ремонту почала протікати покрівля.
У 1956 році богослужіння остаточно припинились. У церкві зробили склад для мінеральних добрив, а в 1964 році її зруйнували вибухівкою. На її місці була збудована школа. Віруючі люди села Куча відвідували храми у інших селах та містах.
Після розпаду СРСР та проголошення незалежності України народ отримав свободу віросповідання. На той період у селі Куча для церковних потреб обладнали нежиле, не дуже придатне приміщення, яке у різні часи слугувало за склад та сільський будинок культури. Туди приїжджав священник Іоан, який мав свою парафію у селі Куражин. 

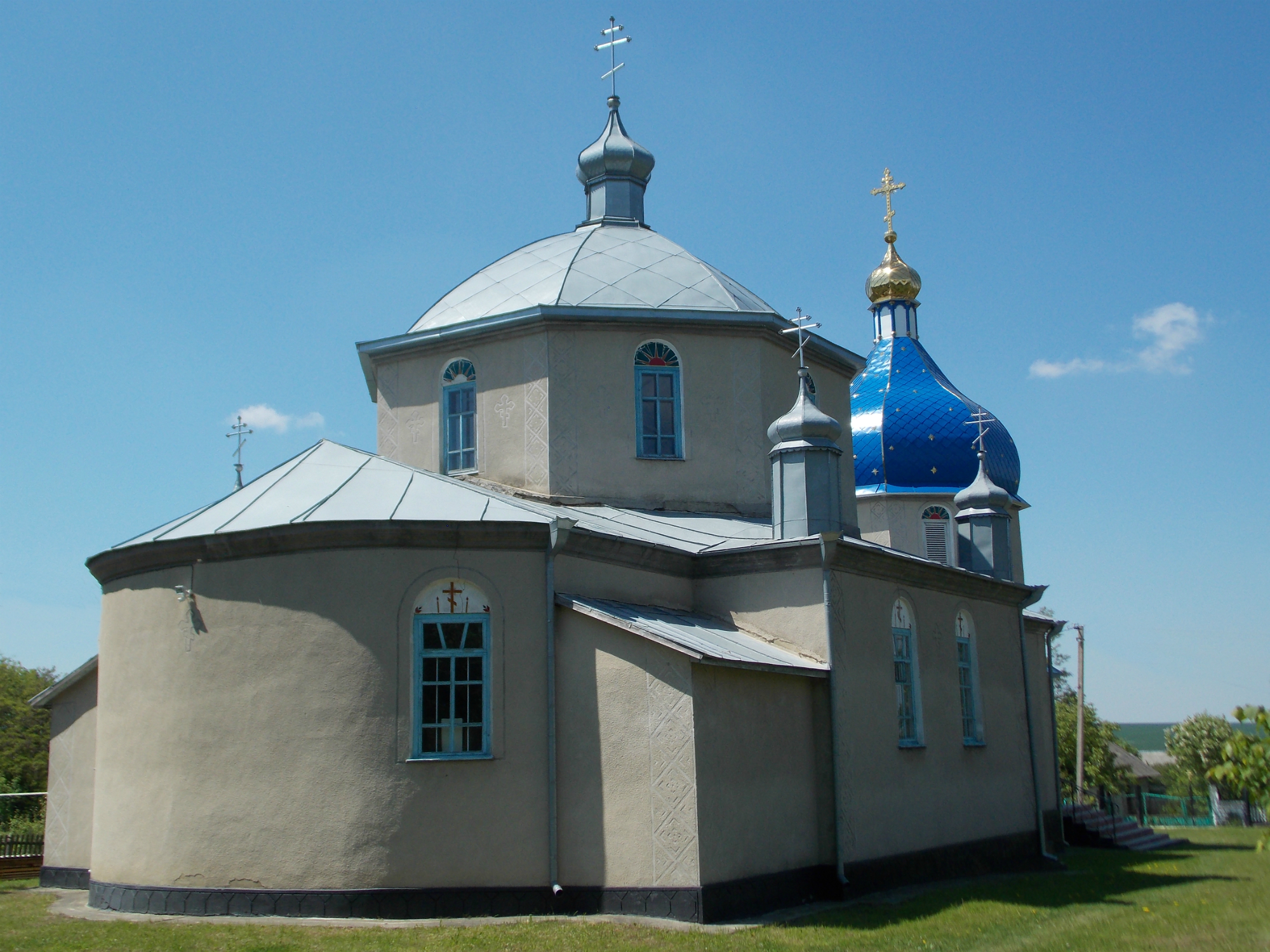
Церква Вознесіння Господнього, 2015 рік

17 вересня (пам'ять Іоасафа Білгородського) 1994 року на пожертви односельчан та людей з інших поселень, за допомогою сільського господарства та групи особливо відданих цій справі людей, під керівництвом Бакая Івана Онисійовича розпочалось будівництво церкви. Мешканець села Горяк Василь Петрович надав дозвіл на використання частини своєї присадибної ділянки, а йому була наділена земля в іншому місці.
У 1996 році на прохання віруючих, керуючий Кам'янець Подільською єпархією архієпископ Никанор призначив до села постійного священника Петра Ворону, адже його попередники мали свої парафії. Служби відбувались в тому ж таки переобладнаному будинку де і раніше.
17 вересня 1996 року відбулось освячення церкви Вознесіння Господнього в с. Куча. Освятив його Високоприосвященнійший Никанор Архієпископ Кам'янець-Подільський і Городоцький.
У 2003 році художник Василь Андрійович Гриник з м. Ярмолинець виконав художній розпис храму. З часом у церкві зробили водяне опалення, придбали три дзвони, відкрили невеличку бібліотеку. 
У 2011 році майстер художньої різьби священник Миколай Бадурич  виготовив трьохярусний іконостас. В м. Біла Церква в іконописній школі художника Леоніда Петровича Бачинського були виготовлені для іконостасу ікони.